# Fiat 412
Le Fiat 412 est un autobus urbain à deux étages, atypique pour l'Italie, produit par le constructeur italien Fiat Bus à partir de 1961. C'est la première fois qu'une telle configuration voit le jour en autobus urbain. Auparavant, Lancia avait construit une version de son fameux Lancia Omicron à deux étages pour les transports sur des longues distances.

## Histoire
Ce véhicule a été conçu sur commande de la société brésilienne des transports en commun de Buenos Aires pour 70 véhicules.
Le véhicule a été mis au point en 1960 et commercialisé en 1961. Ce sera le premier autobus urbain à deux étages produit en série en Italie.
Il a été créé pour une utilisation très polyvalente dans les grandes villes d'Italie, pour un transport de masse dans les centres-villes. Ce bus urbain a connu un faible succès commercial car les utilisateurs hésitaient à s'installer à l'étage de peur de n'avoir pas le temps de descendre à l'arrêt. L'ATAC de Rome comptera 58 exemplaires dans son parc qui resteront en service jusqu'en 1981.
Contrairement à la coutume en Italie, le Fiat 412, ne recevra que la carrosserie en alliage léger Metropol VE411 réalisée par la société Aerfer de Naples qui inaugure en première mondiale, un plancher surbaissé.
La série Fiat 412 était équipée du moteur Fiat 412.H/61 horizontal de 11.548 cm3 développant 176 ch à 1900 tours par minute placé transversalement à l'arrière, disposition qui deviendra la règle dans tous les autobus urbains de tous les constructeurs à partir de 1976. La boîte de vitesses était une Fiat Magneti-Marelli semi-automatique identique à celle du Fiat 410.
Le pare-brise était en éperon jusqu'en 1968 et la seconde série de 1969 inaugure le pare-brise bombé.